# Markwayne Mullin
Markwayne Mullin (ur. 26 lipca 1977) – amerykański polityk, członek Partii Republikańskiej, kongresman ze stanu Oklahoma w latach 2013-2023 i Senator od 2023.